# Best of the Beast
Best of the Beast è la prima raccolta del gruppo musicale britannico Iron Maiden, pubblicata il 23 settembre 1996 dalla EMI.

## Descrizione
L'album ripercorre tutta la saga degli Iron Maiden partendo dall'inedito Virus, pubblicato come singolo, fino al The Soundhouse Tapes, prima incisione della band, passando anche da alcune versioni dal vivo tratte dal Live After Death.
Best of the Beast è stato pubblicato in tre formati differenti: disco singolo da 16 tracce, doppio CD da 27 tracce e vinile da 34 tracce.

## Tracce

### CD
1. The Number of the Beast – 4:49
2. Can I Play with Madness – 3:31
3. Fear of the Dark (Live) – 7:21
4. Run to the Hills – 3:50
5. Bring Your Daughter... To the Slaughter – 4:44
6. The Evil That Men Do – 4:35
7. Aces High – 4:31
8. Be Quick or Be Dead – 3:21
9. 2 Minutes to Midnight – 6:04
10. Man on the Edge – 4:18
11. Virus – 6:30
12. Running Free (Live) – 3:25
13. Wasted Years – 5:06
14. The Clairvoyant – 4:27
15. The Trooper – 4:11
16. Hallowed Be Thy Name – 7:10

### Doppio CD
CD 1
1. Virus – 6:13
2. Sign of the Cross – 11:17
3. Man on the Edge – 4:13
4. Afraid to Shoot Strangers (Live) – 6:50
5. Be Quick or Be Dead – 3:24
6. Fear of the Dark (Live) – 7:23
7. Bring Your Daughter... To the Slaughter – 4:46
8. Holy Smoke – 3:49
9. The Clairvoyant – 4:28
10. Can I Play with Madness – 3:32
11. The Evil that Men Do – 4:36
12. Heaven Can Wait – 7:22
13. Wasted Years – 5:08

CD 2
1. Rime of the Ancient Mariner (Live) – 13:27
2. Running Free (Live) – 3:29
3. 2 Minutes to Midnight – 6:05
4. Aces High – 4:31
5. Where Eagles Dare – 6:14
6. The Trooper – 4:15
7. The Number of the Beast – 4:54
8. Run to the Hills – 3:56
9. Hallowed Be Thy Name – 7:16
10. Wrathchild – 2:57
11. Phantom of the Opera – 7:12
12. Sanctuary – 3:16
13. Strange World – 5:24
14. Iron Maiden – 4:03 – versione di The Soundhouse Tapes

### 4 LP
Questa versione contiene altri 7 brani e precisamente:Seventh Son of a Seventh Son, Revelations (live), The Prisoner, Killers, Remember Tomorrow, Prowler e Invasion (queste ultime due provenienti anche loro dall'EP The Soundhouse Tapes).

## Formazione
Si veda la pagina Formazione degli Iron Maiden.

## Classifiche
| Classifica (1996) | Posizione massima |
| ----------------- | ----------------- |
| Austria           | 41                |
| Belgio (Fiandre)  | 28                |
| Belgio (Vallonia) | 39                |
| Finlandia         | 8                 |
| Francia           | 24                |
| Germania          | 42                |
| Italia            | 22                |
| Nuova Zelanda     | 37                |
| Paesi Bassi       | 25                |
| Regno Unito       | 16                |
| Spagna            | 27                |
| Svezia            | 11                |